# Kojetice (district de Třebíč)
Pour les articles homonymes, voir Kojetice.
Kojetice (en allemand : Kojetitz) est une commune du district de Třebíč, dans la région de Vysočina, en République tchèque. Sa population s'élevait à 460 habitants en 2024.

## Géographie
Kojetice se trouve à 8 km au sud-ouest de Třebíč, à 32 km au sud-est de Jihlava et à 143 km au sud-est de Prague.
La commune est limitée par Rokytnice nad Rokytnou et Mastník au nord, par Mikulovice à l'est, par Horní Újezd au sud-est, Šebkovice au sud-ouest et par Čáslavice à l'ouest.

## Histoire
La première mention écrite de la localité date de 1349.

## Transports
Par la route, Kojetice se trouve à 12 km de Třebíč, à 35 km de Jihlava et à 166 km de Prague.